# دولسی سپتامبر
دولسی ایوون سپتامبر (به انگلیسی: Dulcie September) (۲۰ اوت ۱۹۳۵ – ۲۹ مارس ۱۹۸۸) فعال سیاسی ضد آپارتاید اهل آفریقای جنوبی بود که در سال ۱۹۸۸ در پاریس، فرانسه، به قتل رسید.

## اوایل زندگی
دولسی سپتامبر، دومین دختر بزرگ خانواده جاکوبوس و سوزان سپتامبر، در منطقه گلی‌مور، یکی از حومه‌های کیپ‌تاون، بزرگ شد؛ جایی که علاقه او به فعالیت‌های سیاسی شکل گرفت. او تحصیلات ابتدایی خود را در مدرسه کلیسای متدیست کلیپفونتین آغاز کرد و سپس به دبیرستان اتلون رفت. در سال ۱۹۵۴، برای دنبال کردن حرفه معلمی، به مدرسه تربیت معلم ویزلی در سالتر ریور پیوست و در سال ۱۹۵۵ مدرک دیپلم معلمی خود را دریافت کرد.
او حرفه تدریس خود را در مدرسه سیتی میشن در میتلند آغاز کرد و سپس در سال ۱۹۵۶ در مدرسه ابتدایی بریج‌تاون ایست در اتلون مشغول به کار شد. در سال ۱۹۵۷، عضو اتحادیه تازه‌تأسیس دانشجویان شبه‌جزیره کیپ (CPSU) شد، که وابسته به جنبش اتحاد آفریقای جنوبی بود و هدف آن غلبه بر تفرقه‌های نژادی و ایجاد همبستگی میان دانشجویان با پیشینه‌های فرهنگی متفاوت بود. او همچنین عضو شاخه اتلون اتحادیه معلمان آفریقای جنوبی (TLSA) بود.

## فعالیت‌ها
در ادامه، دولسی سپتامبر به اتحادیه دموکراتیک مردمان آفریقای جنوبی (APDUSA)، که در سال ۱۹۶۰ تأسیس شده بود، پیوست. او سپس عضو گروه مطالعاتی نظامی باشگاه یو چی چان شد که در پایان سال ۱۹۶۲ منحل و در ژانویه ۱۹۶۳ توسط جبهه آزادی‌بخش ملی (NLF) جایگزین شد. در حین فعالیت‌های خود در NLF، در ۷ اکتبر ۱۹۶۳ بازداشت و بدون محاکمه در زندان رولند استریت زندانی شد. همراه با نه نفر دیگر، او طبق قانون آئین دادرسی کیفری به «توطئه برای انجام اعمال خرابکارانه و تحریک به خشونت سیاسی» متهم شد. پس از ماه‌ها دادرسی، حکم در ۱۵ آوریل ۱۹۶۴ صادر شد و سپتامبر به پنج سال زندان محکوم شد. او در این مدت تحت آزارهای شدید جسمی و روانی قرار گرفت. پس از آزادی در آوریل ۱۹۶۹، رژیم پرتوریا فعالیت‌های او را با یک دستور منع پنج ساله کنترل کرد که او را از انجام فعالیت‌های سیاسی و اشتغال به حرفه‌اش منع می‌کرد. سپتامبر سپس به خانه خواهرش در پائل نقل مکان کرد.
در سال ۱۹۷۳، با نزدیک شدن به پایان دستور منع فعالیت، دولسی سپتامبر برای دریافت مجوز خروج دائمی اقدام کرد و توانست موقعیتی در کالج آموزش معلمان میدلی در استافوردشایر به دست آورد. او در ۱۹ دسامبر ۱۹۷۳ آفریقای جنوبی را ترک کرد. در لندن، به فعالیت‌های جنبش ضد آپارتاید پیوست و در خط مقدم بسیاری از تجمعات و تظاهرات سیاسی در ساوت آفریقا هاوس در میدان ترافالگار حضور داشت.
بعدها، او شغل معلمی خود را رها کرد و به کارکنان صندوق بین‌المللی دفاع و کمک به آفریقای جنوبی پیوست. در سال ۱۹۷۶، به کنگره ملی آفریقا (ANC) ملحق شد و در اتحادیه زنان ANC فعالیت کرد. در سال ۱۹۷۹، که سال بین‌المللی کودک (IYC) بود، به‌عنوان رئیس کمیته IYC در بخش زنان ANC در لندن انتخاب شد. در پایان سال ۱۹۸۳، سپتامبر به‌عنوان نماینده ارشد ANC در فرانسه، سوئیس و لوکزامبورگ منصوب شد.

## مرگ
در صبح روز ۲۹ مارس ۱۹۸۸، دولسی سپتامبر در مقابل دفتر ANC در پاریس، واقع در شماره ۲۸، خیابان رو دو پُتیت-اکوری، به ضرب گلوله کشته شد، در حالی که پس از جمع‌آوری نامه‌ها، دفتر را باز می‌کرد. او ۵۲ ساله بود. مرگ او واکنش‌های شدید مردمی در پاریس برانگیخت، به‌طوری که بیش از ۲۰ هزار نفر برای عزاداری و ادای احترام گرد هم آمدند.